# Genesis Publications
Genesis Publications ist ein britischer Verlag, der sich auf Musiker-Literatur spezialisiert hat.

## Werke

### The Beatles
- 1980: I Me Mine von George Harrison
- 1984: Fifty Years Adrift von Derek Taylor und George Harrison
- 1987: It was Twenty Years Ago Today von Derek Taylor
- 1987: Songs by George Harrison - mit Keith West und Jeff Lynne
- 1993: Live in Japan 1991 von George Harrison - mit Eric Clapton
- 1994: Liverpool Days  (von Max Scheler) - mit Astrid Kirchherr
- 1995: Sometime in New York City (von Bob Gruen, Texte von John Lennon) mit Yoko Ono
- 1996: Golden Dreams  (von Max Scheler) - mit Astrid Kirchherr
- 1997: Raga Mala: von Ravi Shankar  (mit George Harrison und Yehudi Menuhin)
- 1997: BIG: Beatles In Germany (von Günter Zint)  mit Ulf Krüger und Tony Sheridan
- 1999: Hamburg Days (von Klaus Voormann & Astrid Kirchherr)  mit George Harrison und Paul McCartney
- 2000: Mania Days (von Curt Gunther)
- 2002: Playback von George Martin  mit Paul McCartney und Ringo Starr.
- 2003: When We Was Fab (von Astrid Kirchherr) mit Olivia Harrison
- 2004: Concert for George (live Royal Albert Hall 29. November 2002)
- 2004: Postcards from the Boys von Ringo Starr
- 2006: Now these Days are Gone (von Michael Peto)  mit Richard Lester.

### Rolling Stones
- 1995: Masons yard to Primrose Hill 65-67 von Gered Mankowitz
- 1997: Crossfire Hurricane (von Bob Gruen)
- 1998: Wyman shoots Chagall
- 1998: I Contact : the Gered Mankowitz archives
- 1998: Wood on Canvas : Every Picture Tells a Story
- 1999: Pleased to meet you   (von Michael Putland)
- 2001: Exile (von Dominique Tarlé) - mit Keith Richards

### Bob Dylan
- 1999: Early Dylan (mit Arlo Guthrie)
- 2000: Dylan in Woodstock von Elliott Landy
- 2006: Thin wild Mercury von Jerry Schatzberg

### Andere
- 1979: Alice's adventures underground von Lewis Carroll
- 1990: Blinds & Shutters von Michael Cooper mit Mick Jagger
- 1991: 24 Nights von Eric Clapton – Scrapbook von Peter Blake
- 2000: The Greatest Live Rock'n'Roll Band in the World: The Who Live at Leeds von Ross Halfin mit Pete Townshend
- 2000: Lovers & other strangers von Jack Vettriano mit Anthony Quinn
- 2001: Psychedelic Renegades von Syd Barrett mit Mick Rock
- 2002: Maximum Who von Ross Halfin mit Roger Daltrey und John Entwistle
- 2002: A time to live mit Michael Palin
- 2002: Moonage Daydream: the life and times of Ziggy Stardust von Mick Rock mit David Bowie
- 2004: Rebel music: Bob Marley & roots reggae von Kate Simon
- 2007: From Station to Station von Geoff Mc Cormack und David Bowie